# Касумі (1937)
Касумі (яп. 霞, Kasumi, "Серпанок") — ескадрений міноносець Імперського флоту Японії, який брав участь у Другій світовій війні.
Корабель, який став дев'ятим серед есмінців типу «Асасіо», спорудили у 1939 році на верфі Uraga Dock.
На момент вступу Японії до Другої світової війни «Касумі» належав до 18-ї дивізії ескадрених міноносців, яка в межах підготовки до нападу на Перл-Гарбор перейшла 18—22 листопада з Саєкі (острів Кюсю) до острова Еторофу (Ітуруп) у Курильському архіпелазі. Звідси кораблі дивізії вирушили у складі охорони ударного авіаносного з'єднання адмірала Нагумо, яке 7 грудня завдало удару по головній базі Тихоокеанського флоту США. Перед атакою «Касумі» відрядили охороняти танкери, від яких дозаправлялись кораблі з'єднання, а на зворотному шляху есмінець знову приєднався до головних сил. 24 грудня «Касумі» прибув до Куре.
8—14 січня 1942-го «Касумі» здійснив перехід разом зі з'єднанням із 4 авіаносців до атола Трук в центральній частині Каролінських островів (ще до війни тут створили потужну базу японського ВМФ, з якої до лютого 1944-го провадили операції у цілому ряді архіпелагів). Метою походу була підтримка вторгнення до архіпелагу Бісмарка, в межах якої 17 січня з'єднання полишило Трук та попрямувало на південь, завдавши 20 січня авіаудар по Рабаулу на острові Нова Британія (після швидкого захоплення японським десантом тут створять головну передову базу, з якої наступні два роки провадитимуться операції на Соломонових островах та сході Нової Гвінеї). З 21 січня «Касумі» входив до охорони авіаносців «Сьокаку» та «Дзуйкаку», які відокремились для завдання удару по Лае та Саламауа на Новій Гвінеї (у глибині затоки Хуон, яка розділяє півострови Хуон та Папуа), 23 січня прикривали висадку в архіпелазі Бісмарка, а 29 числа повернулись на Трук.
1 лютого 1942-го «Касумі» вийшов у складі охорони трьох авіаносців (один напередодні відбув у Японію по нові літаки), які без успіху спробували наздогнати американську авіаносну групу, що 1 лютого завдала удару по Маршаллових островах, а потім попрямували на Палау (важлива база на заході Каролінських островів).
15 лютого 1942-го «Касумі», ще 7 есмінців та легкий крейсер «Абукума» вийшли з Палау для супроводу ударного з'єднання (3 авіаносці, 2 важкі крейсери), що 19 лютого завдало удару по австралійському Порт-Дарвін. 21 лютого загін прибув до затоки Старінг-Бей (північно-східний півострів острова Целебес).
25 лютого 1942-го «Касумі» разом з 11 іншими есмінцями та «Абукумою» вирушили зі Старінг-Бей у складі охорони з'єднання, яке включало 4 авіаносці, 4 лінкори та 5 важких крейсерів. Завданням цих сил була підтримка вторгнення на Яву та перехоплення ворожих кораблів, що спробують полишити острів. 1 березня «Касумі» разом з есмінцем «Сірануї» потопили неідентифіковане торгове судно. Похід тривав більше двох тижнів і завершився 11 березня поверненням до Старінг-Бей.
27 березня 1942-го «Касумі», ще 10 есмінців та «Абукума» попрямували зі Старінг-Бей для охорони ударного з'єднання, що вийшло у великий рейд до Індійського океану та включало 5 авіаносців, 4 лінкори та 2 важкі крейсери. 9 квітня японські авіаносці провели останній великий бій цієї операції і невдовзі з'єднання попрямувало до Японії для відновлювального ремонту ряду основних кораблів. 23 квітня «Касумі» досягнув Куре, де став на нетривалий доковий ремонт.
21—25 травня 1942-го в межах підготовки операції проти атола Мідвей «Касумі» та інші есмінці 18-ї дивізії пройшли з Куре на острів Сайпан (Маріанські острови). Звідси корабель вийшов 28 травня, разом зі ще 9 есмінцями та легким крейсером «Дзінцу», супроводжуючи транспорти з військами. Катастрофічна поразка авіаносного з'єднання в битві 4—5 червня під Мідвеєм призвела до скасування операції, після чого «Касумі» та інші кораблі дивізії прибули на Трук. 17—23 червня 1942-го вони пройшли звідси до Куре, супроводжуючи 2 важкі крейсери.
28 червня 1942-го «Касумі» те ще два есмінці дивізії «Сірануї» та «Араре» розпочали ескортування гідроавіаносцю «Тійода» у транспортному рейсі з Йокосуки до острова Киска (Алеутські острови), який кілька тижнів тому був зайнятий в межах загальної Мідвейсько-Алеутської операції. 4 липня загін прибув до місця призначення.
Вночі 5 липня 1942-го за кілька кілометрів від гавані Киски американський підводний човен USS Growler атакував есмінці та у підсумку зміг поцілити всі три. Араре затонув, а от два інші кораблі залишились на плаву, хоча й сильно постраждали. У «Касумі» була частково відірвана носова частина, загинуло 10 членів екіпажу. Після того, як вдалось провести операцію з відрізання пошкодженої частини, 26 липня есмінець «Ікадзучі» узяв «Касумі» на буксир та 3 серпня привів його до Шумшу (Курильські острови). До 13 вересня пошкоджений корабель перемістили до Майдзуру (обернене до Японського моря узбережжя острова Хонсю) для проведення ремонту, який тривав аж до 30 червня 1943-го.
2—9 вересня 1943-го «Касумі» пройшов на Парамушир (Курильські острови), після чого майже три місяці ніс патрульно-ескортну службу у північній зоні. 26—30 листопада есмінець здійснив перехід з курильського острова Шумшу до Йокосуки.
3 грудня 1943-го «Касумі» вирушив з Японії до Океанії, маючи завдання доправити авіаційний персонал на атоли Кваджелейн і Вотьє (Маршаллові острови). Це завдання тривало до 12 грудня, потім есмінець прибув на Трук, а 16—22 грудня «Касумі» та ще один есмінець супроводили важкий крейсер з Труку до Японії. Після цього «Касумі» до 18 січня 1944-го проходив ремонт у Майдзуру, під час якого, зокрема, з нього демонтували одну установку головного калібру та встановили дві строєні установки 25-мм зенітних автоматів.
1 лютого 1944-го «Касумі» вирушив до Омінато (важлива база японського ВМФ на північному завершенні Хонсю), після чого кілька місяців ніс патрульно-ескортну службу в північній зоні. Зокрема, 16 березня він разом зі ще двома есмінцями вийшли з порту Кусіро (східне узбережжя Хоккайдо) для ескортування конвою з військами до курильського острова Уруп. Невдовзі есмінець «Сіракумо» та транспорт були потоплені підводним човном, що змусило скасувати операцію. Втім, 27 березня — квітня «Касумі» ті інший есмінець все-таки здійснили проведення конвою до Урупа.
З 11 по 14 серпня 1944-го «Касумі» разом зі ще одним есмінцем супроводжував 2 легкі крейсери, які виконували транспортний рейс з Йокосуки до Тітідзіми (острови Огасавара) та назад.
З 12 по 16 жовтня 1944-го американське авіаносне з'єднання завдало серії ударів по острову Формоза (Тайвань). На тлі занадто оптимістичних доповідей про результати зворотних дій японське командування вислало 15 жовтня в море загін, який мав завдати удару по послабленому (як вважалось) американському флоту. «Касумі», ще 6 есмінців та «Абукума» супроводили 2 важкі крейсери, які 16 жовтня прибули до острова Амаміосіма (центральна група архіпелагу Рюкю), а 18—20 жовтня пройшли звідси до Мако (база на Пескадорських островах у південній частині Тайванської протоки). На цьому шляху японський загін, на своє щастя, не зустрів надводних сил ворога та не постраждав від американських підводних човнів, що чотири рази виявляли його, проте так і не змогли зайняти положення для атаки.
Невдовзі американці розпочали операцію на Філіппінах, і загін з Мако рушив на південь для приєднання до головних сил. Останні пройшли через Бруней, після чого розділились на два з'єднання. Кораблі з Мако вирішили спрямувати услід за диверсійним з'єднанням адмірала Нісімури, який мав рухатись до району висадки союзників у затоці Лейте південним шляхом та відвернути на себе увагу ворожих сил. В ніч проти 25 жовтня кораблі Нісімури були знищені в бою у протоці Сурігао. За кілька годин по тому сюди підійшов загін, в якому рухався «Касумі». Отримавши інформацію про загибель головного з'єднання, частина кораблів адмірала Сіми змогла відступити із протоки, при цьому 25 жовтня «Касумі» надавав допомогу «Абукума», який у протоці Сурігао був поцілений торпедним катером (цей крейсер загине 26 жовтня під ударами авіації).
У підсумку «Касумі» прибув до Корону (на східному завершенні архіпелагу Палаван), після чого 27—28 жовтня супроводив важкий крейсер «Асігара» до затоки Пагданан (на острові Палаван за дві сотні кілометрів на південний захід від Корону), а потім важкий крейсер «Наті» до Маніли (буде потоплений тут авіацією 5 листопада, при цьому «Касумі» підбере понад дві сотні вцілілих моряків з крейсера).
1—2 та 9—10 листопада «Касумі» у складі конвоїв TA-2 і TA-4 доправив підкріплення в район затоки Ормок (західне узбережжя острова Лейте, з висадки на якому у жовтні почалась операція союзників на Філіппінах). Після цього 13 листопада на тлі безперервних нальотів ворожої авіації на Манілу есмінець полишив її та спершу попрямував у район островів Спратлі, куди з Брунею вийшли головні сили флоту (у цей період японське командування очікувало ворожого удару по Брунею). 22 листопада «Касумі» прибув на розташовану поблизу Сінгапура якірну стоянку Лінгга — традиційне місце базування великих з'єднань Імперського флоту у Південно-Східній Азії.
З 29 листопада по 5 грудня 1944-го «Касумі» та ще один есмінець супроводили лінкор «Харуна» з Сінгапуру до Мако, а потім ескортували конвой з Мако до бухти Камрань (центральна частина в'єтнамського узбережжя, якої досягнули 10 грудня.
18—20 грудня 1944-го «Касумі» виходив з Камрані для допомоги у проведенні на буксирі пошкодженого важкого крейсера «Мьоко» (у підсумку буде доведений до Сінгапура, де дочекається капітуляції Японії як плавуча батарея).
Невдовзі у Камрані зібрався загін для рейду на острів Міндоро (дещо південніше від Маніли), де 15 грудня висадився ворожий десант. 24 грудня «Касумі» та ще 2 есмінці, а також 3 ескортні есмінці, 1 важкий та 1 легкий крейсер полишили Камрань. У ніч проти 27 грудня японці атакували район висадки. «Касумі» спершу вів артилерійський вогонь по торпедних катерах, а потім безрезультатно випустив 4 торпеди по виявлених біля острова транспортах. Після цього він разом з крейсерами та ще одним есмінцем відкрили артилерійський вогонь по узбережжю, що викликало велику пожежу серед вивантажених матеріальних засобів. Після цього японський загін рушив назад і 28 грудня досягнув Камрані.
Згодом «Касумі» перейшов у Сінгапур, де в лютому 1945-го його разом з 2 іншими есмінцями залучили до операції з переходу до Японії 2 лінкорів-авіаносців. 10 лютого загін почав перехід, ввечері 15 лютого досягнув островів Мацзу біля узбережжя материкового Китаю в північній частині Тайванської протоки, а за кілька годин рушив далі. Ввечері 16 лютого кораблі були на островах Чжоушань поблизу Шанхаю, звідки рушили далі лише вранці 18 лютого і того ж дня досягли району Сачхона на півдні Корейського півострова. 19—20 лютого загін здійснив завершальний перехід до Куре. Під час переходу його зустріли 1 британський та 4 американських підводних човна, деякі з них провели торпедні атаки, проте не досягнули успіху.
6 квітня 1945-го «Касумі» разом зі ще 7 есмінцями та легким крейсером вийшов для ескорту лінкора «Ямато», що вирушив у самовбивчу місію проти союзного флоту, який розпочав операцію на Окінаві. 7 квітня більшість загону разом з «Ямато» загинула від потужних атак авіації. Після попадання двох бомб «Касумі» втратив здатність до кермування, загинуло 17 членів екіпажу. Есмінець «Фуюдзукі» зняв з пошкодженого корабля екіпаж, після чого добив його двома торпедами.